# Eyehategod
Az Eyehategod (a kiejtés módja megegyezik az "I hate God" kifejezéssel, rövidítve: EHG, gyakran EyeHateGod-ként írva, stilizált alakja: EYEHATEGOD) amerikai sludge metal zenekar, a stílus egyik legismertebb képviselője.
Zenei hatásukként több együttest is megjelöltek, például Black Flag, Corrosion of Conformity, Melvins, Black Sabbath vagy éppenséggel a Celtic Frost. Jellemző dalaikra a humor is. Lemezkiadóik: Century Media Records, Emetic Records.

## Története
A zenekart 1988-ban alapította New Orleans-ben Jimmy Bower és Joey LaCaze. Ekkoriban még "Snuffleupagus on Acid" volt a nevük. Felfogadták Brian Patton, Steve Dale és Chris Hilliard zenészeket. Nem sokkal később "Eyehategod"ra változtatták a neveket. Először két demó lemezt adtak ki, ezt követte 1990-ben a legelső nagylemez, amely a francia Intellectual Convulsion kiadónál jelent meg. Azonban ez a kiadó nem sokkal a lemez után feloszlott, így az EHG-nak új lemezkiadó után kellett néznie. Végül a Century Media Records-nél kötöttek ki.
1993-ban piacra került a zenekar második stúdióalbuma. Ez a lemez definiálta meg az Eyehategod későbbi hangzását (a legelső albumnak ugyanis még eléggé hardcore punk hatása volt). Ebben az évben már turnéztak is. A zenészek más együttesek albumaiba is besegítettek.
1996-ban már a harmadik nagylemez is piacra került. Egy évvel később, 1997-ben, turnéztak a Panterával és a White Zombie-val, hogy hirdessék az albumot. Joey LaCaze dobos 2013-ban elhunyt, 42 éves korában.
A zenekar legutolsó nagylemezei 2000-ben és 2014-ben jelentek meg.
Az Eyehategod pályafutása alatt egy mellék-projekt is alakult, Outlaw Order néven. Az Outlaw Order egy EP-t (Legalize Crime, 2003) és egy stúdióalbumot (Dragging Down the Enforcer, 2008) jelentetett meg. Mike Williams szerint az Outlaw Order külön együttesnek számít.
Az együttes továbbra is dolgozik új stúdióalbumán. Magyarországon eddig két alkalommal koncerteztek: először 2013-ban a Dürer Kertben, majd 2019-ben másodszor is felléptek hazánkban, szintén a Dürer Kertben.
A zenekar új studióalbuma 2021-ben jelent meg, A History of Nomadic Behavior címmel. Az Exclaim! szerint az album "új területre térítette az együttest, ugyanis túl "polírozott" lett az album. A lemez azonban elegendő hagyományos elemet tartalmaz ahhoz, hogy kielégítse a régi rajongókat, és újakat is toborozzon magának."

## Tagok
Jelenlegi tagok
- Jimmy Bower – gitár (1988–)
- Mike Williams – ének (1988-)
- Gary Mader – basszusgitár (2002–)
- Aaron Hill – dob (2013–)

Volt tagok
- Chris Hillard - ének (1988)
- Joey LaCaze – dob (1988–2013; 2013-ban elhunyt)
- Steve Dale – basszusgitár (1988–1992)
- Mark Schultz – gitár (1988-1992), basszusgitár (1992–1995)
- Vince LeBlanc – basszusgitár (1996–1999)
- Daniel Nick – basszusgitár (2000–2001)
- Brian Patton – gitár (1993–2018)

## Diszkográfia
Stúdióalbumok
- In the Name of Suffering (1990)
- Take as Needed for Pain (1993)
- Dopesick (1996)
- Confederacy of Ruined Lives (2000)
- Eyehategod (2014)
- A History of Nomadic Behavior (2021)[7]